# Asamblea de Discernimiento de Conveniencia del Sistema

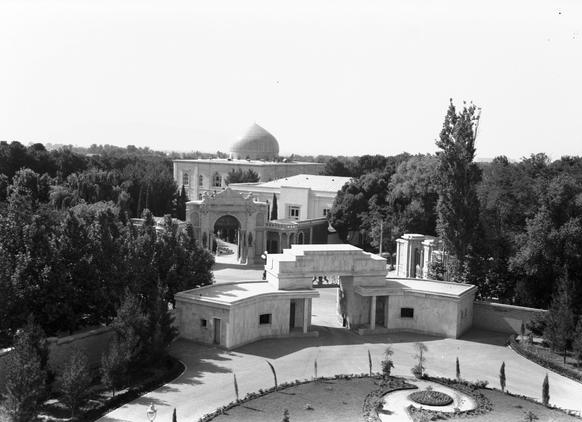
Palacio de Mármol en Téhéran

La Asamblea de Discernimiento de Conveniencia del Sistema (ADCS; persa: مجمع تشخیص مصلحت نظام, Majma' Taškhīs Maṣlaḥat Nezām) es una de las instituciones básicas de la República Islámica de Irán. Sus máximos responsables tienen como misión solventar las discrepancias que surjan entre el Parlamento y el Consejo de Guardianes. La ADCS está compuesta por 44 miembros fijos y 1 invitado, que son elegidos cada 5 años por edicto del Líder Supremo. Desde su fundación la presidencia de la ADCS estaba a cargo de Ali Akbar Hashemi Rafsanyani, y, tras la muerte de este, fue nombrado presidente en funciones Mohammad Ali Movahhedi Kermaní, hasta que el 23 de julio de 2017 fue nombrado presidente para un periodo de 5 años Seyyed Mahmud Hashemi Shahrudí.
La sede de la ADCS se encuentra en el Palacio de Mármol.

## Cometidos
La ADCS tiene 8 cometidos, según la Constitución de la República Islámica de Irán. 4 son generales y permanentes, y los otros 4 dependen de situaciones especiales y coyunturales.

### Los cuatro cometidos generales
1. Ver cuáles de los puntos de vista emitidos por el Parlamento y el Consejo de Guardianes son los convenientes para el estado.
2. Elaborar y proponer borradores para las políticas generales de la república islámica, en virtud del párrafo 1 del principio 11 de la Constitución.
3. Resolver problemas, consultando con el Líder Supremo.
4. Expresar su parecer sobre las consultas relacionadas con la ADCS.

### Los cuatro cometidos coyunturales
1. Realizar consultas en aquellos asuntos que el Líder Supremo les remite, en cumplimiento del principio 112 de la Constitución.
2. Instituir un consejo de 3 miembros para gestionar los asuntos competencias del Líder Supremo en caso de que éste fallezca, dimita o sea cesado.
3. Aprobar las leyes del Consejo del Liderazgo en caso del que el Líder Supremo sea cesado, dimita o fallezca. (Si el Líder Supremo se encuentra en su cargo, este cometido pertenece a él mismo)
4. Participar en el Consejo de Revisión de la Constitución, en virtud del principio 177 de la Constitución.

## Presidentes de la ADCS
| Nombre del presidente    | Photo | Inicio               | Fin                     |
| ------------------------ | ----- | -------------------- | ----------------------- |
| Ali Jamenei              |       | 7 de febrero de 1988 | 4 de junio de 1989      |
| Akbar Hashemi Rafsanyani |       | 4 de octubre de 1989 | 8 de enero de 2017      |
| Ali Movahhedi Kermaní    |       | 4 de febrero de 2017 | 14 de agosto de 2017    |
| Mahmud Hashemi Shahrudí  |       | 14 de agosto de 2017 | 24 de diciembre de 2018 |